# Conspiración de 1810
La Conspiración de 1810, también conocida como Conspiración de Infante o Conspiración de Román de la Luz, estuvo orientada hacia la independencia republicana de Cuba y fue dirigida por el rico terrateniente habanero Román José de la Luz y Sánchez Silvera —tío primo de José de la Luz y Caballero—, el comandante de la milicia de caballería Luis Francisco Pasaev Cárdenas, el abogado bayamés José Joaquín Infante.

## Objetivos
Afincada en La Habana, se propuso desencadenar la revolución mediante una rebelión armada de los Pardos y Morenos Libres, un disciplinado batallón de milicias en la capital, el 7 de octubre de 1810, apoyado por numerosos grupos de trabajadores del barrio de Jesús María, Carraguao, Belén, Barracones y El Horcón.

## Organización
Bassave fue el encargado de reclutar a la milicia y al niño para preparar el programa político del movimiento a través de manifiestos, proclamas y un proyecto de constitución. La existencia de los tres criollos había sido sospechada por las autoridades coloniales desde octubre de 1809, pero la trama no se reveló hasta poco antes de que expirara la proclamación.

## Detención de los dirigentes
El 5 de noviembre de 1810, sus principales dirigentes fueron detenidos, enjuiciados y condenados. Basafi, Lawz y otros fueron encarcelados y exiliados. Infante escapó, y dos años más tarde publicó  su proyecto de constitución y diseñó una bandera para la isla de Cuba.